# レヴィ・エシュコル
レヴィ・エシュコル（ヘブライ語: לֵוִי אֶשְׁכּוֹל 、英: Levi Eshkol  発音、1895年10月25日 - 1969年2月26日）は、イスラエルの政治家。もとの姓はシュコルニク Shkolnik(Škoľnik)。1952年から1963年まで大蔵大臣、1963年から1969年まで首相。心筋梗塞で死去。在任中に亡くなった初めてのイスラエル首相。
1984年に5000シェケル紙幣で、翌1985年のデノミネーション後は5新シェケル紙幣で肖像が使用されている。

## 生涯
ウクライナ（当時はロシア帝国領）のキエフ県で生まれる。1914年、当時はまだオスマン帝国の領地であったイスラエルに移住。
彼の母はハシディック（ユダヤ教で最も保守的な正統派のうちの一派）であり、父はミスナグディームの家庭に生まれた。
エシュコルは第一次世界大戦ではイギリス軍のユダヤ軍団（Jewish Legion）に参加している。
在任中に六日戦争が勃発し、ヨルダン・エジプトに占領されていたヨルダン川西岸地区、ガザ地区の占領に重要な役割を果たした。

### クネセト議員時代
イスラエル建国後、エシュコルは1951年にマパイ党員としてクネセト議員に当選し、農水大臣を務めた。
1952年には亡くなったエリエゼル・カプランに代わり、金融大臣を務め、12年間にわたりそのポストについた。金融大臣時代に彼はマパイの指導者として重要な働きをし、それをダヴィド・ベン＝グリオンに評価され、彼の後継者として指名された。
1963年6月にベン＝グリオンが辞任、エシュコルは3人目となるイスラエル首相に国民や議院の絶大な支持を受け選ばれた。しかし、ベン＝グリオン辞任のきっかけとなったラヴォン事件（Lavon Affair、エジプトでのイスラエル工作員による反英米テロでラヴォン国防大臣が辞任した。）でベン＝グリオンとエシュコルの関係は著しく悪化しており、ベン＝グリオンはエシュコル政権に対し再度首相の座奪還を試みるが国民の批判もあり、1965年、彼はマパイを離れ、彼を慕う一部の政治家と共に新党ラフィ（Rafi）を結成することとなる。一方でマパイはアフドゥト・ハアヴォダ（Ahdut HaAvoda）と合同してアラインメント党（Alignment）となり、1965年11月の総選挙では議論の余地なくラフィに勝利した。それでもベン＝グリオンはイスラエル建国の父という栄誉をかさに、エシュコルの任期中、彼の足場崩しを続けた。

### 首相時代
エシュコル首相時代初期のイスラエルは、1964年に行われた大規模灌漑工事に始まり、持続的な経済成長を続けた。しかし、エシュコルと彼の後を引き継いで金融大臣となったピンハス・サピルによる、経済の過剰成長を計画経済に｢軟着陸｣させる政策は、収縮する経済を自己規制するメカニズムが整っていなかった為に、予想以上に深刻な不況を引き起こした。1966年には失業率は12%に達し、エシュコルは国民の不安と厳しい目にさらされながら経済復興に取り組むこととなった。それでも、この不況も最終的には不足した経済の基盤を補わせる方向に向かわせ、1967年から1973年にはイスラエルの経済は急速に持ち直すこととなった。
エシュコルは外交関係の発展に力を注いだ。1965年には西ドイツとの国交を結び、同時にソ連とも文化的交流を深めた。ソ連からはユダヤ系移民をイスラエルに多く受け入れていた。また、1964年5月にはイスラエルの首相として初めてアメリカ合衆国への公式訪問に招待されている。特にリンドン・ジョンソン大統領との関係強化は、1967年6月に起こった六日間戦争前の「待機期間」においてアメリカの政治的、軍事的支援を受けるために大きな役割を果たしたとされる。
現在ではエシュコルの周辺諸国の軍事的圧力に対して妥協を見せなかった毅然とした姿勢は、イスラエルの攻撃に国際的正当性と戦略的優位を与えたとして評価する声が高いが、当時は5月28日のラジオスピーチで陰鬱ではっきりしない印象を国民に与えたことから、ためらいの声も聞かれた。さらに敵対国であるエジプトの大統領ナーセルから度重なる挑発を受けたこともあり、エシュコルは国民感情の高まりを受け、臨時の挙国一致内閣を形作ることになる。この合同により内閣入りしたメナヘム・ベギンや彼の率いる右派政党ヘルート、先の戦争の英雄であるモシェ・ダヤン、さらに仇敵のベン＝グリオンの流れをくむラフィ党員らをエシュコルは躊躇しつつも迎え入れることとなった。
六日間戦争でイスラエルが圧勝したことにより、エシュコルはその手腕を評価されていないにもかかわらず首相の座にとどまることとなった。戦争の翌年からは病気のため政務から離れ気味だったが、1969年2月、在職中に心筋梗塞のため死去した。
彼の名前のついた場所として、ベエルシェバ近くにあるエシュコル国立公園やエルサレムの東の都市（六日間戦争で獲得した土地）ラモト・エシュコルがある。